# Fonte di Follonica
La fonte di Follonica è un'ex fontana pubblica situata nel centro storico di Siena.
La struttura, ridotta a un rudere ma ben conservata a causa dei recenti restauri, è situata a est della via di Pantaneto, lungo la valle al termine di via di Follonica, nei giardini della Contrada del Leocorno.

## Storia
La fonte si trova lungo la valle di Follonica, a est della città all'interno del perimetro urbano del nucleo storico di Siena, di fonte alla perduta porta denominata, per l'appunto, di Follonica. La struttura è menzionata nel 1226 e risultava composta da una "fonte vecchia" e una "fonte nuova".
Lavori alla fontana commissionati dal Comune di Siena sono documentati tra il 1247 e il 1253, come il rifacimento del tetto e della platea prospiciente. Verso la fine del secolo vennero costruite le merlature e il fortino detto "bicocca", contestualmente alla chiusura della porta di Follonica.
Andata incontro a un lungo periodo di degrado dopo la peste del 1348, vi fu un tentativo di restauro nel 1492, con l'affidamento dei lavori a Francesco di Giorgio Martini, tuttavia mai realizzato. Nel 1509 i terreni su cui insisteva la fonte furono donati da Pandolfo Petrucci, signore di Siena, ai monaci di Santo Spirito. Nel corso del XVI secolo la fonte finì con lo sprofondare del tutto, interrata a causa degli smottamenti di terra dai giardini sovrastanti.
Nel 1903 i proprietari dei terreni iniziarono un'opera di smantellamento di quello che rimaneva della fonte, che venne prontamente interrotta per ordine del Comune, grazie alla segnalazione di una guardia municipale.
Negli anni 1970 vi fu un tentativo da parte del Dipartimento di archeologia medievale dell'Università di Siena di scavare e riportare alla luce le vecchie fonti, vanificato dal rinvenimento in loco di una falda acquifera. La campagna di scavo definitiva ebbe inizio a partire dal settembre 2003, che permise il dissotterramento e il restauro dell'intera struttura.